# Melbourne Stars
Melbourne Stars – australijski klub krykietowy z siedzibą w Melbourne.
Występuje w rozgrywkach KFC T20 Big Bash League, a powstał w 2011 roku w wyniku ich reorganizacji. Domowe mecze rozgrywa na Melbourne Cricket Ground.